# Гриценко Максим Віталійович
Макси́м Віта́лійович Грице́нко — український військовик, прапорщик Збройних сил України, учасник російсько-української війни, учасник боїв за Донецький аеропорт.

## Бойовий шлях
У складі групи був направлений під Донецький аеропорт — для слідкування за безпекою повітряного простору. У часі загострення боїв поступив наказ — евакуювати техніку повітряних сил, аби терористи її не захопили, зголосилися добровольці, серед яких був і прапорщик Гриценко. До місця призначення — за 70 кілометрів — виїхали автомобілем Краз-255, дорогою їх обстрілювали терористи, необхідно було вивезти «КРАЗ» та 2 «Урали». Дорогою назад колону з 15 автомобілів знову обстрілювали терористи — протягом 4 кілометрів, знаходилися в посадках на відстані до 200 метрів від дороги. Поцілили лише по автомобілю солдата Олега Пупкова, який їхав передостаннім. Сержант Олександр Крилов зупинив автомобіль. «ЗІЛ», що їхав останнім та прикривав їх, зупинився на кілька секунд біля підбитого «КРАЗа» та підібрав вояків. Однак вже через 300 метрів терористи підбили й «ЗІЛ», який на той час відстав від колони. Вистрибнувши, пробиралися посадкою під кулями, групу вів старшина, що мав досвід війни в Афганістані. Група пройшла 10 км до безпечної зони під обстрілом.
Загалом група добровольців внаслідок рейду змогла евакуювати 50 українських вояків.
Станом на 2018 рік проживає в місті Сміла з дружиною, сином й донькою.

## Нагороди
- За особисту мужність і героїзм, виявлені у захисті державного суверенітету та територіальної цілісності України, вірність військовій присязі під час російсько-української війни нагороджений орденом «За мужність» III ступеня (27.11.2014).